# WAVER
《WAVER》為2004年6月9日發售、堂本剛的第2張個人單曲。和第一張單曲相同，整張作品的作詞、作曲由本人親自製作。普通版裡收錄了初回版未收錄的曲子「銀幕」，初回版則是收錄了普通版未收錄、1～3曲目的無聲版。
以「堂本剛」名義發行的CD到2009年的單曲《RAIN》為止有5年空白期。在這張作品之後發表的個人名義單曲則是有以「虎斑☆恐龍王」名義發行的《染井吉野》。

## 收錄曲

### 初回限定版
1. ORIGINAL COLOR
TBS周五連續劇《ホームドラマ!》主題曲（本人主演）。音樂錄影帶請到平山綾演出，後輩偶像團體NEWS的加藤成亮也有登場。
  - 作詞：堂本剛
  - 作曲：堂本剛
  - 編曲：龜田誠治
2. 戀愛的魔獸之刀（恋のカマイタチ）
  - 作詞：堂本剛
  - 作曲：堂本剛　
  - 編曲：十川知司
3. 心的百葉窗（ココロノブラインド）
原本預定要作為《ホームドラマ!》主題曲的歌。
  - 作詞：堂本剛
  - 作曲：堂本剛　
  - 編曲：亀田誠治
4. ORIGINAL COLOR（Backing Track）
5. 戀愛的魔獸之刀（Backing Track）
6. 心的百葉窗（Backing Track）

### 普通版
1. ORIGINAL COLOR
2. 戀愛的魔獸之刀
3. 心的百葉窗
4. 銀幕
  - 作詞：堂本剛
  - 作曲：堂本剛　
  - 編曲：西川進